# Аэропорт (Карелия)
Аэропорт — деревня в Пудожском районе Республики Карелия Российской Федерации. Входит в состав Пудожского городского поселения.

## География
Расположен по правобережью реки Водла.

## История
В 1956 году на окраине Пудожа был построен новый аэропорт.

## Население
Население учитывается в составе города Пудожа.

## Инфраструктура
Недействующий аэропорт Пудож.

## Транспорт
Автомобильный и воздушный транспорт.